# 尤西基納河
尤斯基納河（烏克蘭語：Юськіна），是烏克蘭東部的河流，屬於納戈利納河的支流。該河流經盧甘斯克州的羅韋尼基區，河道全長26.9公里，流域面積227平方公里。